# Europamästerskapen i rodel 2019
Europamästerskapen i rodel 2019 hölls mellan den 9 och 10 februari 2019 i Oberhof, Tyskland.

## Schema
Det tävlades i fyra grenar.
| Datum       | Tid   | Gren            |
| ----------- | ----- | --------------- |
| 9 februari  | 09:35 | 1:a åket dubbel |
| 9 februari  | 11:05 | 2:a åket dubbel |
| 9 februari  | 12:35 | 1:a åket herrar |
| 9 februari  | 14:15 | 2:a åket herrar |
| 10 februari | 09:00 | 1:a åket damer  |
| 10 februari | 10:25 | 2:a åket damer  |
| 10 februari | 13:40 | Lagstafett      |

## Medaljsummering

### Medaljtabell
*   Värdland ( Tyskland)
| Nr                  | Nation              | Guld | Silver | Brons | Totalt |
| ------------------- | ------------------- | ---- | ------ | ----- | ------ |
| 1                   | Tyskland (GER)*     | 2    | 3      | 1     | 6      |
| 2                   | Ryssland (RUS)      | 1    | 1      | 0     | 2      |
| 3                   | Italien (ITA)       | 1    | 0      | 0     | 1      |
| 4                   | Lettland (LAT)      | 0    | 0      | 3     | 3      |
| Totalt (4 nationer) | Totalt (4 nationer) | 4    | 4      | 4     | 12     |

### Medaljörer
| Gren           | Guld                                                                    | Guld     | Silver                                                                   | Silver   | Brons                                                          | Brons    |
| Singel, herrar | Semen Pavlichenko Ryssland                                              | 1.26,203 | Roman Repilov Ryssland                                                   | 1.26,247 | Kristers Aparjods Lettland                                     | 1.26,384 |
| Singel, damer  | Natalie Geisenberger Tyskland                                           | 1.22,810 | Tatjana Hüfner Tyskland                                                  | 1.23,033 | Dajana Eitberger Tyskland                                      | 1.23,127 |
| Dubbel         | Tyskland Tobias Wendl Tobias Arlt                                       | 1.21,951 | Tyskland Toni Eggert Sascha Benecken                                     | 1.22,151 | Lettland Andris Šics Juris Šics                                | 1.22,274 |
| Lagstafett     | Italien Andrea Vötter Dominik Fischnaller Ivan Nagler / Fabian Malleier | 2.22,827 | Tyskland Natalie Geisenberger Johannes Ludwig Tobias Wendl / Tobias Arlt | 2.22,943 | Lettland Elīza Cauce Inārs Kivlenieks Andris Šics / Juris Šics | 2.23,256 |